# Boris Janez Bregant
Boris (Janez) Bregant, slovenski inženir strojništva, gospodarstvenik in politik, * 23. julij 1940, † 7. december 2020.
Po študiju strojništva v Ljubljani je končal še podiplomski študij s področja vzdrževanja in logistike v metalurgiji v Rimu. Zaposlil se je v Železarni Jesenice, ki jo je kar dvanajst let vodil tudi kot generalni direktor, nato pa je bil pet let direktor slovensko-italijanskega podjetja za uvoz in izvoz metalurških izdelkov Železarne Jesenice v Italiji.
Dva mandata (1998-2006), je bil župan Občine Jesenice. V tem času so se Jesenice iz železarskega mesta začele preobražati v sodobnejšo občino. V času njegovega županovanja se je bistveno spremenila podoba mesta (Čufarjev trg, Stara Sava, Poslovna cona, Plavški travnik), z ustvarjanjem mestnega središča oz. selitvijo občinske uprave v zgradbo nekdanje uprave Železarne Jesenice, dograjevanjem Gimnazije Jesenice, oživitvijo starega fužinskega naselja Stara Sava z muzejem in glasbeno šolo, ustanovljena je bila Visoka šola za zdravstveno nego, Razvojna agencija Zgornje Gorenjske idr.  
Med letoma 2002 in 2007 je bil član Državnega sveta Republike Slovenije kot predstavnik lokalnih interesov. Od leta 2007 je bil častni občan občine Jesenice.

## Vir
- Umrl je Boris Bregant. gorenjskiglas.si. 8. december 2020

1. ↑  https://www.obrazislovenskihpokrajin.si/oseba/bregant-boris-janez/